# فيصل الفايز
فيصل عاكف مثقال الفايز (22 أبريل 1952-)، سياسي أردني، يشغل منصب رئيس مجلس الأعيان منذ عام 2015 خلفا لعبد الرؤوف الروابدة، كان قبلها رئيساً للوزراء من 25 أكتوبر 2004 إلى 6 مارس 2005. ونائباً في مجلس النواب الأردني لعدة دورات ورئيساً لمجلس النواب.

## دراسته
ولد في عمّان لأسرة عريقة من قبيلة بني صخر فهو نجل عاكف الفايز رئيس البرلمان الأردني السابق وواحد من كبار السياسيين في الأردن في عهد الملك الحسين بن طلال. حصل على الشهادة الثانوية العامة من كلية الفرير دي لاسال عام 1970، ثم حصل على درجة البكالوريوس في العلوم السياسية من جامعة كارديف في المملكة المتحدة عام 1978. نال درجة الماجستير في العلاقات الدولية من جامعة بوستن بروكسل عام 1981.

## المناصب
عمل فيصل الفايز قنصلاً في وزارة الخارجية في السفارة الأردنية في بلجيكا بين عامي 1979–1983، ثم عمل في الدوائر السياسية والقانونية والاقتصادية والمراسم في وزارة الخارجية 1983–1986. بعد ذلك عمل في الديوان الملكي الهاشمي مساعداً لرئيس التشريفات الملكية بين 1986 و1995، ثم نائباً لرئيس التشريفات الملكية خلال المدة من 1995 وحتى 1999، ومن ثم رئيساً للتشريفات الملكية بين 1999 و2003.
تولى منصب وزير البلاط الملكي الهاشمي، إلى أن كلف تشكيل الحكومة بتاريخ 25/10/2003، والتي قدمت استقالتها في أبريل 2005. تم تعيينه رئيساً للديوان الملكي الهاشمي في 6 نيسان 2005. وفي 16 تشرين ثاني 2005 عين عضواً في مجلس الأعيان الأردني. وفي 25 تشرين الأول 2015 عيّن رئيساً لمجلس الأعيان

## الأوسمة
حصل فيصل الفايز على العديد من الأوسمة:
- وسام الكوكب الأردني من الدرجة الأولى (2000).
- وسام الاستقلال الأردني من الدرجة الثانية (1995).
- وسام الاستقلال الأردني من الدرجة الرابعة (1987).
- وسام (Honorary Warrants of Appointment) منح من جلالة الملكة اليزابيث ملكة بريطانيا.
- وسام فارس الصليب الأكبر منح من رئيس جمهورية إيطاليا.
- وسام (صليب الاستحقاق العظيم بشريط نجمة وكتف[6] ) منح من جمهورية ألمانيا الاتحادية.[7]

## حياته الشخصية
متزوج وله ثلاثة أبناء: غيث وسطام ودينا.

## وصلات خارجية
- لقاء تلفزيوني لفضائية العربية مع فيصل الفايز
- بورترية في جريدة الغد

| سبقه علي أبو الراغب | رئيس وزراءالأردن 2003 - 2005 | تبعه عدنان بدران |